# Transporte marítimo

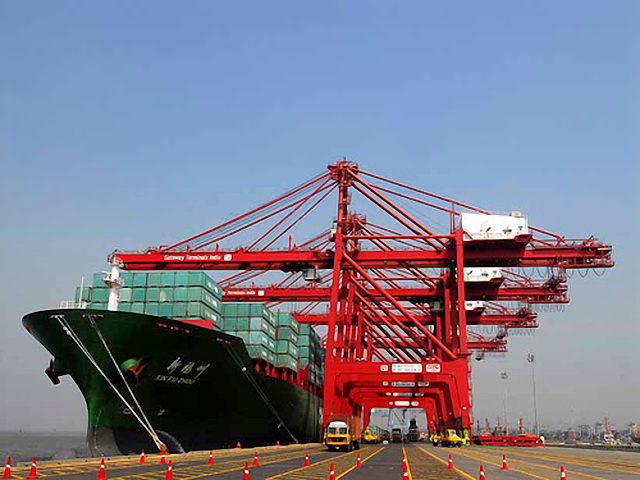
Descarga de un buque portacontenedores en el mayor puerto de la India, Jawaharlal Nehru Port, en Navi Mumbai, en el Mar Arábigo.

El transporte marítimo puede trasladar personas (pasajeros) o cosas (cargas sólidas, líquidas o gaseosas) por mar de un punto geográfico a otro, a bordo de un buque. El transporte marítimo, en el ámbito mundial, es el modo más utilizado para el comercio internacional. Es el que soporta mayor movimiento de mercancías, tanto en contenedor, como graneles secos o líquidos. El transporte marítimo es por su propia naturaleza internacional, aunque existe el cabotaje es a lo largo de las costas de un país.
Teniendo en cuenta que el planeta Tierra está cubierto por agua en sus dos terceras partes, el hombre ha buscado la manera de viajar sobre el agua. Así el agua ha unido diversas partes del globo terráqueo porque los barcos navegan por ellas.
El transporte de personas por vía marítima ha perdido mucha de su importancia debido al desarrollo de la aviación comercial. Subsiste de forma significativa solamente en dos ámbitos: las travesías cortas (pequeñas distancias entre islas o dos orillas de un río) y los cruceros turísticos.

## Características del transporte marítimo
- Gran capacidad: se pueden transportar grandes masas de graneles o de contenedores. Los grandes petroleros llamados ULCC (Ultra Large Crude Carrier), tienen una capacidad de más de 500.000 TPM (toneladas de peso muerto). Los mayores buques portacontenedores actuales tienen una capacidad de hasta 23756 contenedores de 20 pies, 23756 TEU, equivalentes a  228149 T TPM.
- Ámbito internacional: es el mejor medio para trasladar grandes volúmenes de mercancías entre dos puntos alejados geográficamente. Además, el desarrollo de las autopistas del mar y del transporte marítimo de corta distancia (en inglés, Short Sea Shipping o SSS) permite la combinación del transporte marítimo con otros medios de transporte.
- Flexibilidad y versatilidad: la flexibilidad debido a la  posibilidad de emplear buques desde pequeños tamaños (100 TPM) hasta los VLCC; la versatilidad porque se han construido buques de diversos tamaños y adaptados a todo tipo de cargas; además de los tradicionales cargueros, existen buques portacontenedores, metaneros, para carga rodante, para carga refrigerada, para graneles sólidos.

## Marina mercante

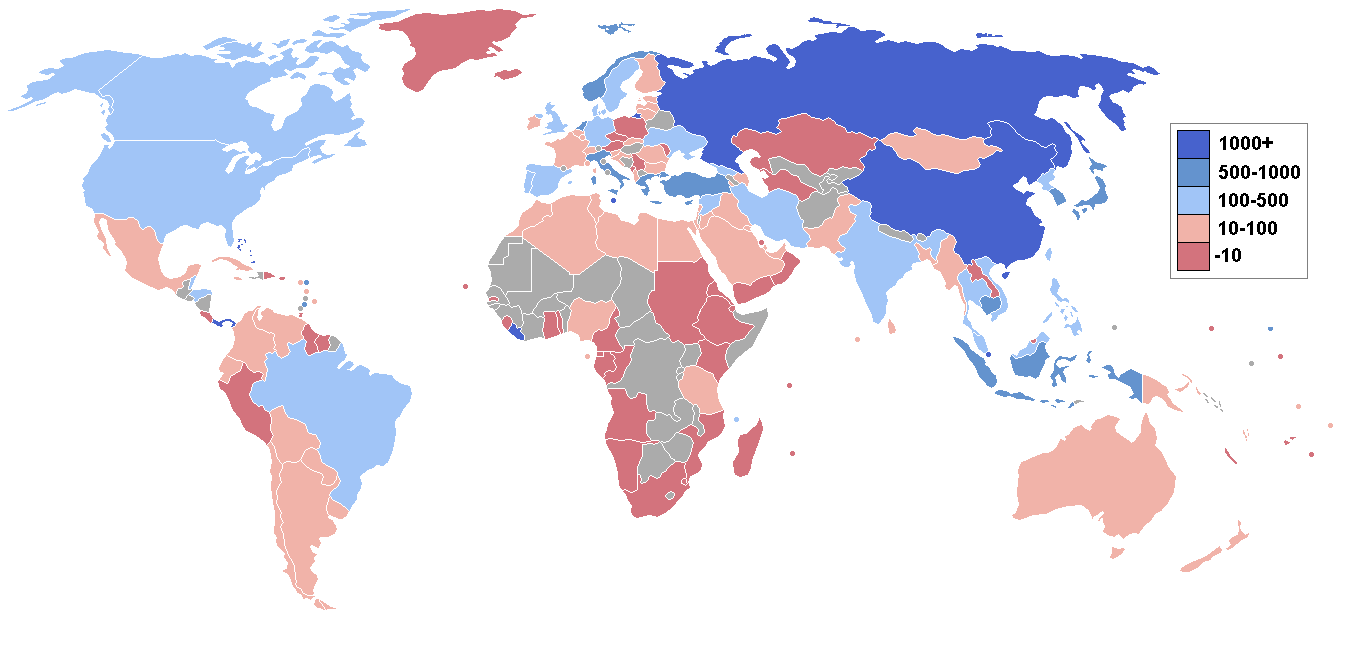
Marina mercante por país. Datos de 2005, barcos registrados de 1000 o más toneladas de arqueo.

La flota de barcos de un país o ciudad y/o «marina mercante» es el conjunto de barcos tripulados por Marinos Mercantes debidamente capacitados, que se dedican al transporte de pasajeros o de mercancías cumpliendo con las exigencias de la Organización Marítima Internacional.
Los datos actualizados sobre la marina mercante en el mundo se pueden encontrar en The World Factbook.

## Tipos de buques
Existen buques de muchos tipos, apropiados para distintos tipos de cargas. La mayoría de los buques mercantes puede incluirse en una de las siguientes categorías:

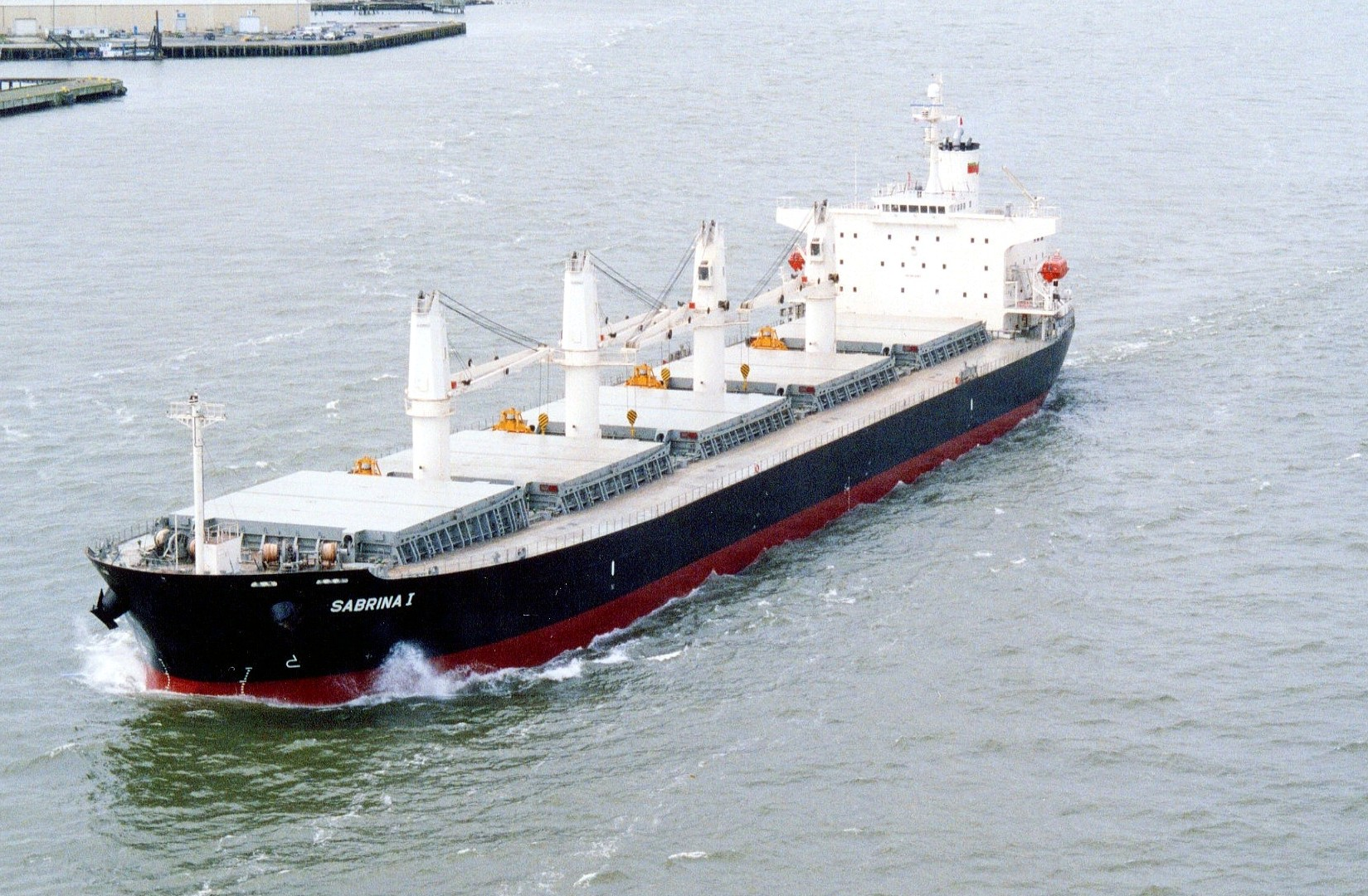
Buque granelero Sabrina I.

- Buques graneleros para cargas sólidas (en inglés, Bulk carriers): transportan grandes volúmenes de minerales, granos... Los accesos a las bodegas están diseñados para facilitar la carga y descarga por cucharas o mangas. Se pueden reconocer por escotillas en forma de caja que cubren prácticamente toda la cubierta principal.
- Buque portacontenedores: son buques de carga que transportan la totalidad de su carga en contenedores. Son parte del transporte intermodal que traslada la mayoría del cargamento seco mundial. La mayoría de estos buques navegan propulsados por un motor diésel, con tripulaciones de 10 a 30 personas.

Los buques contenedores son los más versátiles y han ido evolucionando rápidamente. Ya que la mayoría de mercancías pueden transportarse en contenedores de 10, 20 y 40 pies; siendo los de 20 pies los más utilizados, 20 pies = 1 TEU Twenty-foot Equivalent Unit. Asimismo, estos contenedores pueden ser refrigerados, adaptados para el transporte de líquidos, transporte de vehículos, prácticamente se puede transportar todo en contenedores.

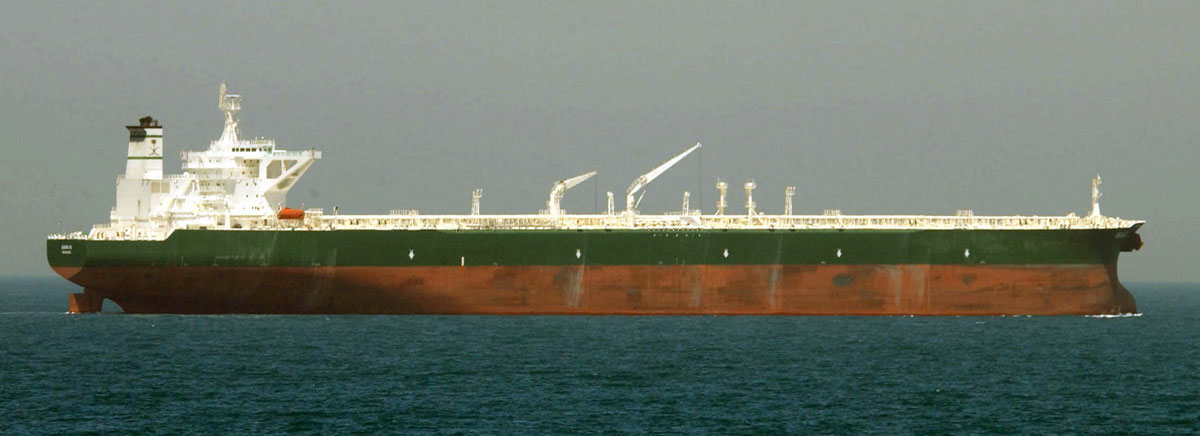
El súper-petrolero AbQaiq.

- Buque tanque: son buques para cargas líquidas. Si transportan crudos de petróleo, se llaman petroleros; pueden estar diseñados para gases licuados, se llaman gaseros (por ejemplo, los metaneros); para productos químicos, se llaman quimiqueros.
- Buque frigorífico: se utilizan para transportar productos perecederos, que requieren una atmósfera con temperatura controlada como frutas, verduras, carnes, pescados, productos lácteos y otros alimentos.
- Buques para carga rodante: son capaces de transportar cualquier plataforma con ruedas, gracias a la rampa de acceso. Barcos costeros de pesca en Nueva Escocia (Canadá).

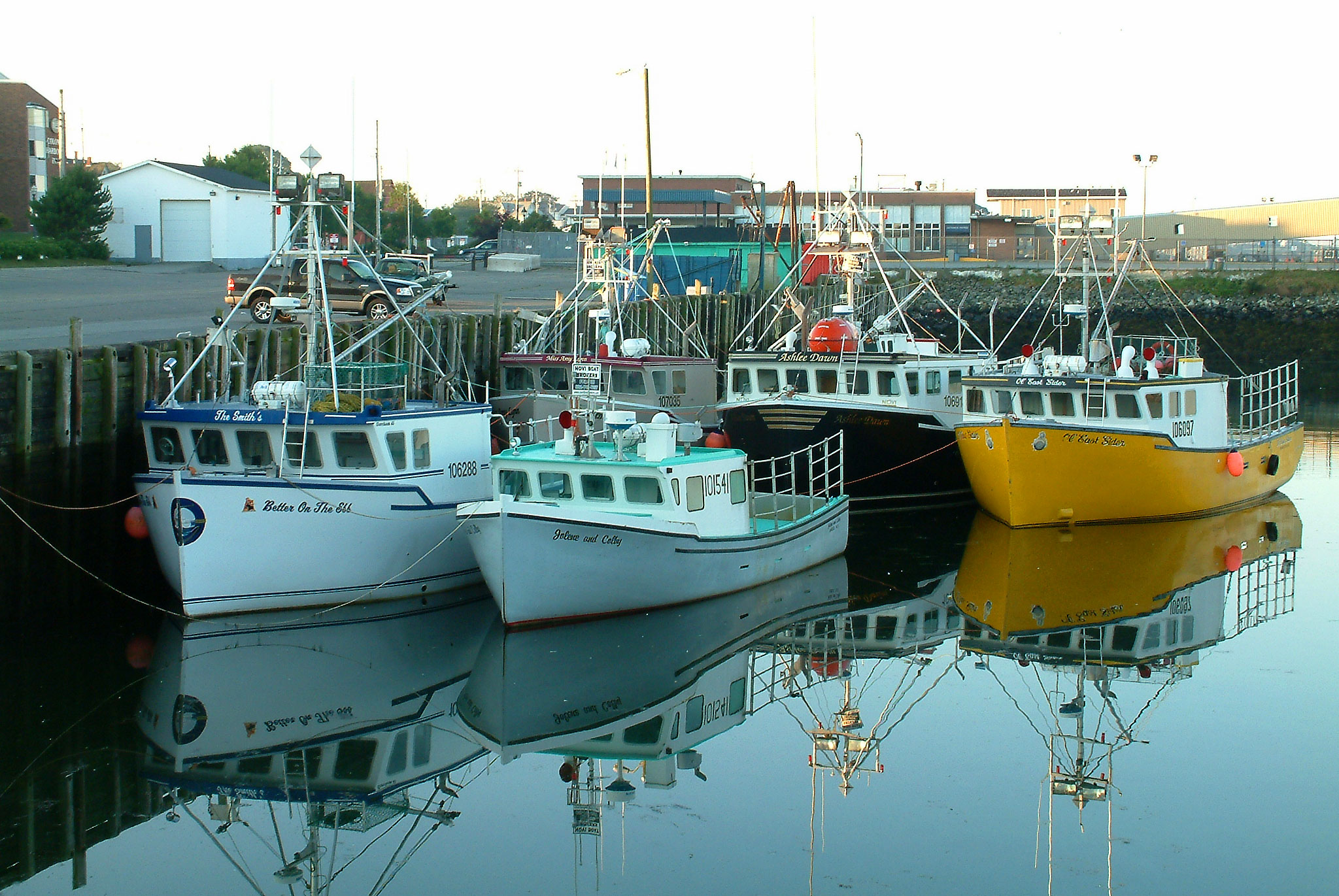
Barcos costeros de pesca en Nueva Escocia (Canadá).

- Buque costero o barco de cabotaje: tienen un casco que les permite navegar en aguas poco profundas, cerca de la costa donde existen arrecifes u otros escollos.
- Transbordador o ferry: son buques del tipo Ro-Ro, dedicados al transporte de pasajeros y sus vehículos; forman parte del transporte público de ciudades rodeadas de agua, como Venecia.
- Crucero: barcos para el transporte de pasajeros por placer, por turismo y ocio.
- Barcaza: con suelo plano para el transporte de mercancías en ríos y canales poco profundos.

## El mercado del transporte marítimo o mercado de fletes
El transporte marítimo se puede contratar en dos regímenes diferentes, dependiendo del volumen de mercancía a transportar: navegación libre o transporte marítimo en régimen de fletamentos o tramp y transporte marítimo de línea regular o liner.

### Transporte marítimo en régimen de fletamentos
El transporte en régimen de fletamentos se ocupa del tráfico de grandes volúmenes de mercancía como graneles sólidos (cereales, minerales…), graneles líquidos (petróleo…), productos industriales que se transportan en gran número de unidades (como automóviles o plantas de fabricación completas).
Los contratos de explotación de buques más frecuentes son: fletamento a casco desnudo, fletamento por viaje y fletamento por tiempo. El contrato se concreta en un documento llamado «póliza de fletamento», P/F o charter party. En una póliza de fletamento, fletador y fletante acuerdan, entre otras cosas, el tiempo de plancha, que es el tiempo que el barco debe permanecer en puerto dedicado a las operaciones de carga y descarga.

### Transporte marítimo en línea regular
La línea regular es adecuada para el tráfico de carga general y contenerizada, que suelen ser mercancías de mayor valor que las vistas en el apartado anterior (en régimen de fletamentos) como productos industriales y bienes de consumo. El contrato de transporte marítimo en línea regular se conoce como «conocimiento de embarque» (en inglés Bill of Lading, abreviado B/L).
La principal ventaja de la línea regular es ofrecer escalas frecuentes, mantener tarifas estables y garantizar la duración del servicio a largo plazo.
Al contratar el transporte marítimo se debe conocer qué operaciones y gastos están incluidos en el flete. Los «términos de línea» o liner terms son las condiciones, establecidas por la línea, en las que el buque de línea toma a su cargo la mercancía para transporte.
1. FILO, free in liner out, la carga en el puerto de origen corre por cuenta de la mercancía (esto es, del cargador) y la descarga en el puerto de destino por la del buque de línea.
2. LIFO, liner in free out, la carga en el puerto de origen corre por cuenta del buque de línea y la descarga en el puerto de destino por la de la mercancía (esto es, del consignatario).

## El transporte marítimo y el comercio internacional
En las operaciones de compraventa internacional frecuentemente el transporte de la mercancía se realiza por mar. Un contrato de compraventa internacional de mercancías incluye, entre otros, el precio y el modo de transporte.
Para delimitar las responsabilidades de exportador e importador en estas transacciones se utilizan los incoterms o «términos internacionales de comercio». Los incoterms apropiados para el transporte marítimo son:
FAS, FOB, CFR, CIF, CPT, CIP, DES y DEQ. Los incoterms CPT y CIP se utilizan en transporte multimodal cuando uno de los tramos se realiza por vía marítima.
Por otra parte, el transporte marítimo de mercancías en régimen de conocimiento de embarque está sujeto a diversos acuerdos internacionales, que han ido evolucionando y que los distintos países van ratificando. Por orden cronológico son: Reglas de La Haya, Reglas de La Haya—Visby, Reglas de Hamburgo y Reglas de Róterdam. 

## Organizaciones internacionales
La Organización Marítima Internacional (OMI, en inglés IMO) es un organismo especializado de las Naciones Unidas que promueve la cooperación entre Estados y la industria de transporte para mejorar la seguridad marítima y para prevenir la contaminación marina.
El Convenio de Atenas relativo al transporte de pasajeros y sus equipajes por mar de 1974, fue modificado por su Protocolo de 2002, aprobado el 1 de noviembre de 2002 bajo los auspicios de la Organización Marítima Internacional (OMI), («el Convenio de Atenas»), y de acuerdo con la reserva y las directrices para la aplicación del Convenio de Atenas aprobadas por el Comité Jurídico de la OMI el 19 de octubre de 2006 («las directrices de la OMI»), que se especifican en el anexo II del mencionado Reglamento, teniendo estas últimas carácter vinculante.

## Legislación

### Europa
El Reglamento 392/2009, del Parlamento Europeo y del Consejo, de 23 de abril de 2009 se ocupa de la responsabilidad de los transportistas de pasajeros por mar en caso de accidente, establece el régimen comunitario de responsabilidad y el seguro aplicables al transporte de pasajeros por mar.

#### España
Real Decreto Legislativo 2/2011, de 5 de septiembre, por el que se aprueba el texto refundido de la Ley de Puertos del Estado y de la marina mercante.
En España, existen las bonificaciones al transporte marítimo para los residentes en las comunidades autónomas de Canarias y de las Islas Baleares y en las Ciudades de Ceuta y Melilla, en el ámbito de tráfico con la España peninsular e Interinsular. Están reguladas por la orden FOM/2554/2006, de 27 de julio y FOM/2427/2012, de 29 de octubre.
Por otro lado, el Real Decreto 270/2013, de 19 de abril regula el certificado del seguro o la garantía financiera de la responsabilidad civil en el transporte de pasajeros por mar en caso de accidente.

## Otras actividades marítimas
Otro invento importante es la moto esquí, que es el resultado de la búsqueda del ser humano de crear aparatos para su diversión, también es utilizada como medio de salvamento a personas con un accidente acuático ya que son rápidas y cada vez un poco más grandes (para estas utilizaciones).
Dentro de los últimos adelantos del hombre en medios de transporte acuáticos, nos encontramos con los yates que son pequeñas embarcaciones destinadas al uso de un pequeño grupo de personas, se encuentran equipadas con los adelantos tecnológicos más actuales y pueden navegar en alta mar.